# ناحیه برج الغدیر
ناحیه برج الغدیر (به عربی: دائرة برج الغدیر) یک ناحیه در الجزایر است که در استان برج بوعریریج واقع شده‌است.